# 가말리엘

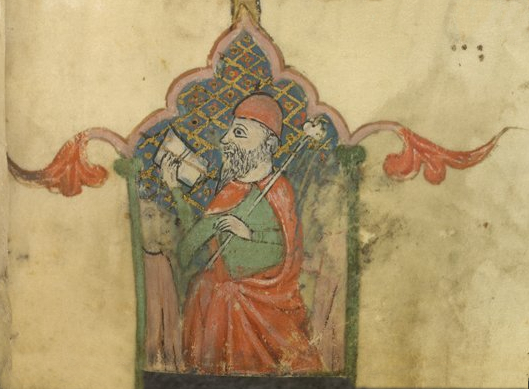

가말리엘(Gamaliel/ɡəmeɪliəl, -ˈmɑː-, ˌɡæməˈliːəl/; 히브리어: רַבַּן גַּמְלִיאֵל הַזָּקֵן Rabban Gamlīʾēl hazZāqēn, 코이네 그리스어: Γαμαλιὴλ ὁ Πρεσβύτερος Gamaliēl ho Presbýteros) 또는 가믈리엘, 랍반 가말리엘 1세는 산헤드린의 지도적 권위자였다. 기원 1세기 초. 그는 시메온 벤 힐렐(Simeon ben Hillel)의 아들이자 위대한 유대인 교사 장로 힐렐(Hillel the Elder)의 손자였다. 그는 가말리엘의 아버지의 이름을 딴 시므온 벤 가믈리엘과 시몬 벤 나다나엘이라는 사제와 결혼한 딸을 낳았다.
기독교 전통에서 가말리엘은 유대 율법의 바리새인 박사로 인정된다. 사도행전 5장은 사도행전 22장 3절에서 가말리엘을 모든 유대인들이 존경하는 사람이자 사도 바울의 유대 율법 교사로 언급한다. 가말리엘은 사도행전 5장 34절에서 그의 동료 바리새인들이 예수 그리스도의 사도들에게 관대함을 보이도록 격려했다.

## 유대 전통
탈무드에서 가말리엘은 나시(히브리어: נָשִׂיא Nāśīʾ) "왕자"라는 칭호와 예루살렘에 있는 대산헤드린의 의장인 랍반 "우리 주"라는 칭호를 지닌 것으로 묘사된다. 일부 사람들은 이에 대해 이의를 제기하지만 그가 예루살렘 최고 법정에서 고위직을 맡았다는 것은 의심의 여지가 없다. 가말리엘은 유대교의 모든 연대기에서 가장 위대한 교사 중 한 사람으로 미슈나에서 명성을 얻었다.
종교법 문제에 대한 가말리엘의 권위는 "왕과 왕비"가 의식에 대한 조언을 구하는 두 가지 미슈나 일화에 의해 암시된다. 문제의 왕과 왕비의 신원은 밝혀지지 않았지만 일반적으로 헤롯 아그리파와 그의 아내 나바테아인 키프로스 또는 헤롯 아그리파 2세와 그의 누이 베레니케로 생각된다.
랍비 문학은 항상 장로 힐렐 학파와 샴마이 학파를 대조하고, 랍비들의 개인적인 뉘앙스와 의견을 언급하지 않고 상반되는 각 학파의 집단적 의견만을 제시하기 때문에, 이 텍스트들은 가말리엘을 다음과 같이 묘사하지 않는다. 유대 경전에 대해 잘 알고 있으며 그를 교사로 묘사하지도 않는다. 이러한 이유로 가말리엘은 미슈나교 전통을 영속시킨 개인들의 사슬에 포함되지 않는다. 대신 체인은 힐렐에서 요하난 벤 자카이(Yohanan ben Zakkai)로 직접 전달되는 것으로 표시된다.
그럼에도 불구하고 미슈나는 공동체 복지와 부부의 권리에 관한 몇 가지 법을 가말리엘이 저작했다고 언급한다. 그는 법이 이혼하는 동안 여성을 보호해야 하며, 재혼을 목적으로 할 때 남편의 사망에 대한 증거는 단 한 사람이면 충분하다고 주장했다.
고전 랍비 문학의 다양한 부분에서는 가말리엘이 새로운 종교적 판결을 알리기 위해 고안된 세 개의 서신을 보냈으며 가말리엘을 종교법에 대한 유대인 단체의 수장으로 묘사한다고 추가로 언급한다. 이 세 사람 중 두 사람은 각각 갈릴리와 "다롬"(남부 유대) 주민들에게 보내졌으며 첫 번째 십일조의 주제였다. 세 번째 서신은 디아스포라의 유대인들에게 보내어 윤달 도입을 주장했다.
세페르 예치라(Sefer Yetzirah)에 대한 두나시 이븐 타밈(Dunash ibn Tamim)의 10세기 히브리어 주석의 일부 사본에서 저자는 가마리엘을 의사 갈렌(Galen)과 동일시한다. 그는 그리스인들 사이에서 갈레노스(Galenos)라고 불리는 왕자 가말리엘의 책(The Book of Gamaliel the Prince, Nasi)이라는 제목의 히브리어에서 번역된 아랍어 의학 작품을 보았다고 주장한다. 그러나 갈레노스는 2세기에 살았고 가말리엘은 1세기 중반에 죽었기 때문에 그럴 가능성은 희박하다.

## 기독교 전통
사도행전은 가말리엘을 바리새인이자 저명한 모세 율법 박사로 소개한다(행 5:34~40). 더 큰 맥락에서(17-42절), 베드로와 다른 사도들은 이전에 유대 당국이 복음을 금지했음에도 불구하고 복음을 계속 전파했다는 이유로 산헤드린 앞에서 기소된 것으로 묘사된다. 이 구절은 가말리엘이 사도들을 죽이는 것에 반대하는 주장을 제시하는 것으로 묘사하며, 사도들이 죽은 후 빠르게 무너진 갈릴리의 드다와 유다의 이전 반란을 상기시킨다. 가말리엘의 조언은 결론을 내린 후에 받아들여졌다.
이제 내가 너희에게 말하노니 이 사람들을 상관하지 말고 버려두라 이 사상과 이 소행이 사람에게서 났으면 무너질 것이요 만일 하나님께로서 났으면 너희가 능히 무너뜨릴 수 없으리라 혹시라도 너희가 하나님을 대적하는 자가 될까 하노라 — 사도행전 5:38–39
사도행전은 나중에 사도 바울이 "다수스에서 태어났지만" 예루살렘에서 "가말리엘의 발 아래에서 양육되었으며 조상들의 율법의 완전한 방식에 따라 가르침을 받았다"고 설명한다. (행 22:3). 바울이 가말리엘에게서 어떤 가르침을 받아들였는지에 대한 자세한 내용은 나와 있지 않는다. 바울은 바리새인으로서 그 당시 이미 지역 사회에서 독실한 유대인으로 인정받았던 것으로 추정되기 때문이다. 또한 가말리엘이 기독교의 측면에 얼마나 영향을 미쳤는지는 언급되어 있지 않다. 그러나 가말리엘이 공개적으로 가르쳤다는 다른 기록은 없지만 탈무드는 가말리엘이 "배움에 있어서 뻔뻔함"을 보인 제자를 가르쳤다고 기술하고 있으며, 몇몇 학자들은 이를 바울에 대한 언급일 가능성이 있다고 지적한다. 사도 바울과 유대교의 관계는 계속해서 학문적 논쟁의 대상이 되고 있다. 하버드 대학의 신학 및 교회사 교수인 헬무트 코스터(Helmut Koester)는 바울이 이 유명한 랍비 밑에서 공부했는지 의문을 제기하며, 가말리엘이 기독교에 대해 표현한 관용과 바울이 회심하기 전 기독교인에 대한 '살인적인 분노'가 있었다고 묘사되는 것(행 8:1-3)이 현저하게 대조적이라고 하였다. 하지만, 젊은 바울이 가말리엘의 기독교에 대한 관용적 가르침에 동조하지 않고 과격주의 바리새인들의 무리에 들었다고도 볼 수 있다.

## 같이 보기
- 유대 기독교인